# 武装突袭
《武装突袭》是波希米亚互动工作室开发的一款电脑游戏。作为一款军事战术游戏，它被认为是闪点行动（Operation Flashpoint）的后继，在图像表现、物理模型、游戏引擎上的重大升级。
由于与前作发行商Codemasters的法律纠纷，波希米亞互動工作室无法继续使用Operation Flashpoint这个名称，而后者计划发行名为Operation Flashpoint 2的游戏，当然波希米亞互動工作室将不会参与任何开发。
波希米亚於2007年9月推出了《武装突袭》的首部資料片──《武装突袭：后翼弃兵》（副标题又译“女王的开场白”）。

## 故事线
「武装突袭」力图真实地再现高烈度的现代战争，包括了一个全新的完整战役，在400平方公里的岛屿上展开，这个面积是闪点行动中Everon与Malden岛的4倍。
整个战役发生在一个虚构的大西洋岛屿Sahrani上，该岛被分为两个部分，北方的共产政权Sahrani民主共和国以及南方盛产石油的民主主义王国南Sahrani王国。美国军队在南Sahrani接受了几个月的训练后离开，故事由此开始。北方利用了这个时机开始进攻南方。玩家扮演在冲突开始时还未来的及撤走的一个步兵班中的一名士兵。这个步兵班之后协助当地民兵并等待援军最后击退了北方的进攻。
整个战役会沿着一个线性的故事情节进行。但是，在每一关中都会有几个非线性的任务供玩家选择。玩家在游戏中的表现会直接影响到故事的发展。比如说，一个对重镇的袭击任务将会根据玩家的胜利或失败对以后的故事情节产生极大影响。目标（注意这不是任务，而是包含在任务中）的完成与否不会对任务的结局产生多大影响，但却会使玩家遇到新的情节。敌人的行动由游戏的人工智能控制，也就是说，玩家即使一枪不发，他的战友也会与敌人交火。这就使游戏具有了很高的可玩性，因为同一个任务在每次玩的时候都会不一样。

## 军事模拟
这款游戏的制作者在模拟战场真实环境中投入了极大的心血。所以除了逼真的武器，车辆和地貌之外，弹道，后座力，重新装填弹药，瞄准，损伤，人物和车辆速度也是逼真的。鸟类和昆虫会在人工智能的控制下根据玩家的行动而进行反应，而树木和房屋都是可摧毁的。进一步的改进将会使倒下的树能为步兵提供遮蔽（值得注意的是无论武装突袭1还是武装突袭2都没有实现这一点，对此制作方的解释是“引擎局限”），并使装甲车辆能在森林中开辟出一条道路。直升机的操作也与真实生活相同，而它的仪表盘也会提供准确的数据。玩家在操纵这些的同时，战斗会自动进行，但不一定是连续进行。玩家在战斗时也会用到忍耐，侧翼进攻和寻找掩蔽物等战术。玩家在游戏中无法跳跃，但是可以游泳。
BI公司也在游戏中加入了一个新功能，玩家可以在游戏进行时切换到另一名士兵。这项功能增加了游戏的可玩性，但是，一些《闪点行动》和《武装突袭》的游戏爱好者团体担心这可能会使玩家领略不到游戏的刺激和难度，因为玩家在遭受危险时可以轻松地切换到另一名处于安全环境的士兵，而不用想办法逃脱。
游戏的高难度对于玩家存储进度的次数也做出了限制，玩家在完成一个任务后电脑会自动储存进度，但是在任务进行中玩家只能储存一次进度。有些人说BI公司将会对这个游戏进行改进，使玩家存储进度的次数更多，但是这直到在武装突袭2中才真正实现。玩家在游戏中还可以使用平视显示器，或调整瞄准镜的放大倍数。这款游戏支持外挂。

## 任务编辑器
武装突袭是自帶任务编辑器，创建、编辑、保存以及修改战斗不同任务，编辑不同武器、載具、单位类型、战术、活跃程度以及也可以配置电脑AI。

## 多人游戏
游戏的多人模式允许玩家在游戏进行中进入任务。玩家的最大数量只取决于服务器的能力。在线游戏也允许电脑玩家的存在。合作模式将能使多个玩家一起去完成一个独立任务。“武装突袭”的游戏爱好者团体还承诺会发布新的任务，战役，作战方和武器。

## 試玩版
在2007年3月20日在武裝突襲遊戲官方網向公眾釋出試玩版，應試玩版容量大小為875MB，並支援多人連線。